# Вольдерс, Жан
Жан Вольдерс (фр. Jean Volders; 1855, Брюссель — 1896, Схарбек) — бельгийский политический деятель, журналист, редактор,
один из основателей Бельгийской рабочей партии (БРП). 

## Биография
По профессии банковский служащий. В 1883 году вступил в члены Всеобщей ассоциации рабочих-социалистов и либералов. В 1885 году в качестве представителя этой ассоциации участвовал в работе съезда рабочих организаций, на котором была основана БРП. 
В 1885—1890 годах — главный редактор газеты «Пёпль» (фр. Le Peuple) — Центрального печатного органа БРП. С 1890 года — секретарь, а затем главный управляющий рабочих кооперативов, примыкавших к БРП. По политическим взглядам — реформист; выступал против проведения всеобщей стачки.
Считается предтечей Социалистической партии (французского сообщества Бельгии).